# ۲۰۴۹ (میلادی)
۲۰۴۹ (میلادی) ۲۰۴۹مین سال تقویم میلادی است.

## درگذشتگان
‎